# Benjamin Constant
Benjamin Constant (n. 25 octombrie 1767, Lausanne, Berna, Confederația Veche a Elveției – d. 8 decembrie 1830, Paris, Franța) a fost un gânditor, scriitor și om politic francez, unul dintre primii gânditori politici care s-a autodenumit liberal și, totodată, un important doctrinar al liberalismului din secolul al XIX-lea.

## Viața
Timp de 12 ani a fost implicat într-o legătură tumultoasă cu Germaine de Stael.
- 1782 urmează cursurile Universității din Erlangen
- 1783 urmează cursurile Universității din Edinburgh
- 1799 este numit tribun
- 1814 scrie un pamflet împotriva lui Napoleon De l'esprit de conquete et de l'usurpation;
- 1815 în timpul celor 100 de zile se raliază lui Napoleon, care îl numește membru în Consiliul de Stat și este însărcinat să redacteze Actul adițional care face din Franța de până la căderea lui Napoleon un stat cu o formă de guvernământ reprezentativ de tip liberal; tot în timpul celor 100 de zile redactează lucrarea ”Principes de politique applicables à tous les gouvernements représentatifs” (Principii de politică aplicabile tuturor guvernărilor reprezentative)
- 1819 este ales deputat de Sarthe
- 1824 deputat de Paris (este reales și în 1827, 1830)
- 1830 ultimul discurs în Cameră

## Principalele lucrări
- De la force du gouvernement actuel de la France et de la necessite de s'y rallier 1796
- Collection complete des ouvrages publies sur le gouvernement representatif et la constitution actuelle, formant une espece de cours de politique constitutionnelle 1818
- Melanges de litterature et de politique 1829
  - în ediția din 1826 este introdusă în acest volum și celebra conferință din 1819 de la Ateneul regal De la liberte des Anciens comparee a celle des Modernes (Despre libertatea anticilor și libertatea modernilor)
- Memoires sur les Cents Jours 1824
- De la religion, consideree dans sa source, ses formes et ses developpements 1824 (5 volume)

## Legături externe
- „Constant de Rebecque, Henri Benjamin”. Encyclopædia Britannica. 6 (ed. 11). 1911.
- Lucrări de Benjamin Constant la Proiectul Gutenberg
- Opere de sau despre Benjamin Constant la Internet Archive
- Institut Benjamin Constant homepage
- Rebecq liberal
- fr  Intellectual portrait of B. C. by Emile Faguet